# Juan Edgardo Ramírez
Juan Edgardo Ramírez (Merlo, Buenos Aires, Argentina; 25 de mayo de 1993) es un futbolista argentino. Se desempeña como enganche o volante izquierdo y actualmente juega en el Club Atlético Lanús, de la Primera División de Argentina.

## Trayectoria

### Argentinos Juniors
Se formó en las divisiones inferiores de Argentinos Juniors. Debutó en el primer equipo el 21 de mayo de 2011 contra  Olimpo en una derrota 0-1. Su primer gol en primera lo marcó el 13 de mayo de 2012 contra Racing Club en una victoria 2-1.
En primera jugó 53 partidos (1 por Copa Sudamericana), 31 de titular, marcando 3 goles ante Racing Club, Vélez Sarsfield y Olimpo de Bahía Blanca.
Después del descenso de Argentinos al Nacional B, marcaría un gol abriendo el marcador ante Boca Unidos (triunfo por 4-0). Unos partidos después, convertiría ante Colón por la victoria de dos a cero.
En su etapa en el bicho, marcó 5 goles en 81 partidos.

### Colorado Rapids
El 20 de febrero de 2015, el Colorado Rapids confirmó que habían fichado al ex-argentinos. Ya que al momento de fichar para el club era menor de 23 años, Ramírez se une a los Rapids como “Jugador Franquicia Juvenil”. y fue la novena contratación para la temporada 2015. Se une a su compatriota Lucas Pittinari, el brasileño Marcelo Sarvas, Zac MacMath y otros 6 jugadores más.
El 11 de marzo del mismo año, el diario deportivo Marca realizó una publicación referida a las once promesas latinas en la Major League Soccer y North American Soccer League. El mismo sostenía que "Ramírez, a sus 21 años, es una de las grandes promesas argentinas que ha recalado en la emergente MLS. Madurado a la sombra de Juan Román Riquelme en Argentinos Juniors, buscará su oportunidad en Colorado".
En aquel once ideal compartiría el mediocampo con sus compatriotas Ignacio Piatti y Lucas Pittinari.
Durante su estadía en el club norteamericano utilizó el número 15, previamente usado por el defensor Chris Klute, y disputó 27 partidos en los cuales marcó 1 gol y realizó 3 asistencias.

### Almería U.D
El equipo almeriense, de la Liga Adelante, informó el 24 de enero las contrataciones del central Esteban Saveljich, argentino con pasaporte montenegrino y del delantero surgido de La Paternal. La UD Almería señaló en un comunicado que el entrenador del equipo, Néstor Gorosito, había hecho debutar en la Primera División de Argentina a Ramírez cuando dirigía a Argentinos Juniors.

### Talleres de Córdoba
En 2018 firmó contrato con Talleres (C), tras haber llegado a través de un préstamo. Antes de salir del club, sus estadísticas marcaban un total de 71 partidos disputados en la T, con 9 goles y 5 asistencias en total.

### San Lorenzo de Almagro
El 22 de junio de 2019 fue nuevo refuerzo del Club Atlético San Lorenzo de Almagro a cambio de 1.5 millones de dólares por el 60% de su ficha. Debutaría y convertiría su primer tanto con el club en el partido contra Arsenal de Sarandí. Disputó 51 partidos y convirtió 3 goles.

### Boca Juniors
El 29 de julio de 2021 se convirtió en nuevo refuerzo del Club Atlético Boca Juniors a cambio de una suma de 3.5 millones de dólares.
Hizo su debut en Primera División el día 1 de agosto de 2021 contra Talleres de Córdoba y posteriormente el día 5 de agosto en los octavos de final de la Copa Argentina en la que Boca eliminó a River Plate, su actuación lo destacó como figura del partido. En diciembre de ese mismo año, anotó su primer tanto con la camiseta de Boca, este fue frente a Arsenal de Sarandí. En ese mes también ganó su primer título con el Xeneize, la Copa Argentina 2019-20. 
Convirtió su segundo gol en Boca Juniors, el 10 de mayo de 2022 frente a Defensa y Justicia por los cuartos de final de la Copa de la Liga Profesional 2022.

## Estadísticas

### Clubes
Actualizado hasta su último partido disputado el 1 de agosto de 2025.
| Club                           | Div.          | Temporada     | Liga  | Liga  | Liga   | Copas nacionales | Copas nacionales | Copas nacionales | Torneos internacionales | Torneos internacionales | Torneos internacionales | Total | Total | Total  |
| Club                           | Div.          | Temporada     | Part. | Goles | Asist. | Part.            | Goles            | Asist.           | Part.                   | Goles                   | Asist.                  | Part. | Goles | Asist. |
| ------------------------------ | ------------- | ------------- | ----- | ----- | ------ | ---------------- | ---------------- | ---------------- | ----------------------- | ----------------------- | ----------------------- | ----- | ----- | ------ |
| Argentinos Juniors Argentina   | 1.ª           | 2010-11       | 3     | 0     | 0      | —                | —                | —                | —                       | —                       | —                       | 3     | 0     | 0      |
| Argentinos Juniors Argentina   | 1.ª           | 2011-12       | 19    | 1     | 1      | 1                | 0                | 1                | 2                       | 0                       | 0                       | 22    | 1     | 2      |
| Argentinos Juniors Argentina   | 1.ª           | 2012-13       | 14    | 0     | 0      | 1                | 0                | 0                | —                       | —                       | —                       | 15    | 0     | 0      |
| Argentinos Juniors Argentina   | 1.ª           | 2013-14       | 17    | 2     | 0      | —                | —                | —                | —                       | —                       | —                       | 17    | 2     | 0      |
| Argentinos Juniors Argentina   | 2.ª           | 2014          | 20    | 2     | 0      | 4                | 0                | 0                | —                       | —                       | —                       | 24    | 2     | 0      |
| Argentinos Juniors Argentina   | Total club    | Total club    | 73    | 5     | 1      | 6                | 0                | 1                | 2                       | 0                       | 0                       | 81    | 5     | 2      |
| Colorado Rapids Estados Unidos | 1.ª           | 2015          | 27    | 1     | 3      | —                | —                | —                | —                       | —                       | —                       | 27    | 1     | 3      |
| Colorado Rapids Estados Unidos | Total club    | Total club    | 27    | 1     | 3      | 0                | 0                | 0                | 0                       | 0                       | 0                       | 27    | 1     | 3      |
| U. D. Almería · España         | 2.ª           | 2015-16       | 16    | 0     | 1      | —                | —                | —                | —                       | —                       | —                       | 16    | 0     | 1      |
| U. D. Almería · España         | Total club    | Total club    | 16    | 0     | 1      | 0                | 0                | 0                | 0                       | 0                       | 0                       | 16    | 0     | 1      |
| Talleres de Córdoba Argentina  | 1.ª           | 2016-17       | 11    | 0     | 1      | —                | —                | —                | —                       | —                       | —                       | 11    | 0     | 1      |
| Talleres de Córdoba Argentina  | 1.ª           | 2017-18       | 25    | 5     | 1      | 1                | 0                | 0                | —                       | —                       | —                       | 26    | 5     | 1      |
| Talleres de Córdoba Argentina  | 1.ª           | 2018-19       | 23    | 1     | 2      | 7                | 1                | 1                | 4                       | 2                       | 0                       | 34    | 4     | 3      |
| Talleres de Córdoba Argentina  | Total club    | Total club    | 59    | 6     | 4      | 8                | 1                | 1                | 4                       | 2                       | 0                       | 71    | 9     | 5      |
| C. A. San Lorenzo Argentina    | 1.ª           | 2019-20       | 16    | 1     | 0      | 1                | 0                | 0                | —                       | —                       | —                       | 17    | 1     | 0      |
| C. A. San Lorenzo Argentina    | 1.ª           | 2020-21       | —     | —     | —      | 12               | 1                | 0                | —                       | —                       | —                       | 12    | 1     | 0      |
| C. A. San Lorenzo Argentina    | 1.ª           | 2021          | —     | —     | —      | 12               | 1                | 0                | 10                      | 0                       | 1                       | 22    | 1     | 1      |
| C. A. San Lorenzo Argentina    | Total club    | Total club    | 16    | 1     | 0      | 25               | 2                | 0                | 10                      | 0                       | 1                       | 51    | 3     | 1      |
| C. A. Boca Juniors Argentina   | 1.ª           | 2021          | 16    | 1     | 2      | 3                | 0                | 0                | —                       | —                       | —                       | 19    | 1     | 2      |
| C. A. Boca Juniors Argentina   | 1.ª           | 2022          | 21    | 0     | 1      | 21               | 1                | 0                | 7                       | 0                       | 0                       | 49    | 1     | 1      |
| C. A. Boca Juniors Argentina   | 1.ª           | 2023          | 15    | 0     | 0      | 6                | 0                | 0                | 2                       | 0                       | 1                       | 23    | 0     | 1      |
| C. A. Boca Juniors Argentina   | 1.ª           | 2024          | —     | —     | —      | 2                | 0                | 0                | 2                       | 0                       | 0                       | 4     | 0     | 0      |
| C. A. Boca Juniors Argentina   | Total club    | Total club    | 52    | 1     | 3      | 32               | 1                | 0                | 11                      | 0                       | 1                       | 95    | 2     | 4      |
| C. A. Lanús Argentina          | 1.ª           | 2024          | 11    | 0     | 0      | 2                | 0                | 0                | 5                       | 0                       | 0                       | 18    | 0     | 0      |
| C. A. Lanús Argentina          | Total club    | Total club    | 11    | 0     | 0      | 2                | 0                | 0                | 5                       | 0                       | 0                       | 18    | 0     | 0      |
| Total carrera                  | Total carrera | Total carrera | 254   | 14    | 12     | 73               | 4                | 2                | 32                      | 2                       | 2                       | 359   | 20    | 16     |
| 1. 2.                          |               |               |       |       |        |                  |                  |                  |                         |                         |                         |       |       |        |

## Palmarés

### Torneos nacionales
| Título                      | Equipo             | País      | Año  |
| --------------------------- | ------------------ | --------- | ---- |
| Copa Argentina              | C. A. Boca Juniors | Argentina | 2020 |
| Copa de la Liga Profesional | C. A. Boca Juniors | Argentina | 2022 |
| Primera División            | C. A. Boca Juniors | Argentina | 2022 |
| Supercopa Argentina         | C. A. Boca Juniors | Argentina | 2022 |